# Piper rasile
Piper rasile är en pepparväxtart som beskrevs av William Trelease. Piper rasile ingår i släktet Piper och familjen pepparväxter. Inga underarter finns listade i Catalogue of Life.